# پارک ملی روکوآ
پارک ملی روکوآ (فنلاندی: Rokuan kansallispuisto) یکی از ژئوپارک‌های جهانی یونسکو در منطقه اوستروبوتنیای شمالی فنلاند است.

## محل
پارک ملی روکوآ در ضلع جنوبی تپه روکانوارا واقع شده‌است، جایی که جنگل‌های کاج قدیمی در حالت طبیعی خود رشد می‌کنند. این پارک در بین شهرهای اولو، کایانی قرار دارد.

## زمین‌شناسی
سنگ سپر بالتیک و همچنین لندفرم‌های کواترنر در داخل پارک مشاهده می‌شوند. از جمله مهم‌ترین لندفرم‌های یخبندان موجود در پارک عبارتند از:تپه یخساری و مارتپه.
توسعه پس از یخبندان باعث برجای گذاشتن خاک‌پله، دره باریک و عمیق، تپه ماسه‌ای و خلاش در منطقه شده‌است.